# Tolvtrådig paradisfågel

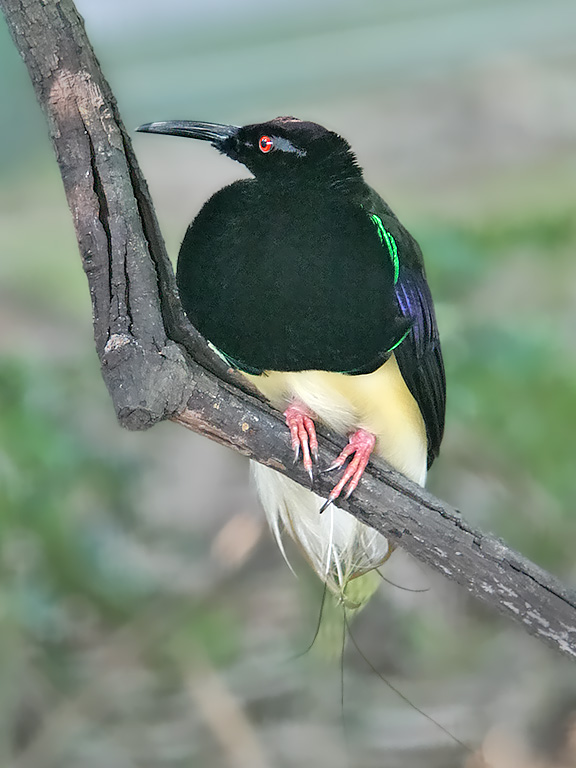
Tolvtrådig paradisfågel, en hane.

Tolvtrådig paradisfågel (Seleucidis melanoleucus) är en fågel i familjen paradisfåglar inom ordningen tättingar.

## Utbredning och systematik
Tolvtrådig paradisfågel placeras som enda art i släktet Seleucidis. Den behandlas antingen som monotypisk eller delas in i två underarter med följande utbredning:
- Seleucidis melanoleucus melanoleucus – förekommer i lågländer på södra Nya Guinea och på ön Salawati
- Seleucidis melanoleucus auripennis – förekommer på norra Nya Guinea (Mamberamofloden till Ramufloden)

## Status och hot
Arten har ett stort utbredningsområde, men tros minska i antal, dock inte tillräckligt kraftigt för att den ska betraktas som hotad. Internationella naturvårdsunionen IUCN listar arten som livskraftig (LC).